# Johan Olin
Johan Fredrik Olin, detto John (Vihti, 30 giugno 1883 – Ingå, 3 dicembre 1928), è stato un lottatore finlandese, specializzato nella lotta greco-romana.

## Palmarès

### Olimpiadi
- Argento a Stoccolma 1912 nei pesi massimi.